# Senta Colomba
Senta Colomba (en francès Sainte-Colombe) és un municipi francès situat al departament del Charente i a la regió de la Nova Aquitània. L'any 2007 tenia 185 habitants.

## Demografia

### Població
El 2007 la població de fet de Sainte-Colombe era de 185 persones. Hi havia 84 famílies de les quals 32 eren unipersonals (16 homes vivint sols i 16 dones vivint soles), 32 parelles sense fills i 20 parelles amb fills.
La població ha evolucionat segons el següent gràfic:
Habitants censats

### Habitatges
El 2007 hi havia 106 habitatges, 87 eren l'habitatge principal de la família, 17 eren segones residències i 2 estaven desocupats. Tots els 106 habitatges eren cases. Dels 87 habitatges principals, 72 estaven ocupats pels seus propietaris, 9 estaven llogats i ocupats pels llogaters i 7 estaven cedits a títol gratuït; 2 tenien una cambra, 6 en tenien dues, 6 en tenien tres, 31 en tenien quatre i 43 en tenien cinc o més. 75 habitatges disposaven pel capbaix d'una plaça de pàrquing. A 47 habitatges hi havia un automòbil i a 36 n'hi havia dos o més.

### Piràmide de població
La piràmide de població per edats i sexe el 2009 era:
| Homes | Edats   | Dones |
| ----- | ------- | ----- |
| 0     | 95 o +  | 4     |
| 0     | 90 a 94 | 0     |
| 0     | 85 a 89 | 4     |
| 0     | 80 a 84 | 0     |
| 0     | 75 a 79 | 4     |
| 4     | 70 a 74 | 8     |
| 12    | 65 a 69 | 12    |
| 12    | 60 a 64 | 0     |
| 4     | 55 a 59 | 8     |
| 0     | 50 a 54 | 8     |
| 4     | 45 a 49 | 0     |
| 8     | 40 a 44 | 4     |
| 12    | 35 a 39 | 16    |
| 4     | 30 a 34 | 4     |
| 0     | 25 a 29 | 0     |
| 4     | 20 a 24 | 4     |
| 4     | 15 a 19 | 4     |
| 8     | 10 a 14 | 4     |
| 8     | 5 a 9   | 4     |
| 0     | 0 a 4   | 4     |

## Economia
El 2007 la població en edat de treballar era de 108 persones, 81 eren actives i 27 eren inactives. De les 81 persones actives 76 estaven ocupades (46 homes i 30 dones) i 5 estaven aturades (2 homes i 3 dones). De les 27 persones inactives 12 estaven jubilades, 5 estaven estudiant i 10 estaven classificades com a «altres inactius».

### Ingressos
El 2009 a Sainte-Colombe hi havia 87 unitats fiscals que integraven 193,5 persones, la mediana anual d'ingressos fiscals per persona era de 14.785 €.

### Activitats econòmiques
Dels 3 establiments que hi havia el 2007, 1 era d'una empresa de construcció, 1 d'una empresa de comerç i reparació d'automòbils i 1 d'una empresa de serveis.
L'any 2000 a Sainte-Colombe hi havia 8 explotacions agrícoles que ocupaven un total de 360 hectàrees.

## Poblacions més properes
El següent diagrama mostra les poblacions més properes.